# 鈴々舎馬風
鈴々舎 馬風（れいれいしゃ ばふう）は、落語家の名跡。
先代は九代目と称していたが、馬風を名乗った人物は現在のところ五人しか確認されておらず、当代の一門公式ウェブサイトでも五代目と記されているため、本項では当代を十代目ではなく五代目とする。
- 初代鈴々舎馬風 - 後∶初代五明楼玉輔
- 二代目鈴々舎馬風 - 江戸時代後期の落語家。最初は初代林屋正蔵門下で「正太郎」、その後初代三遊亭三生の門下で「三好」となる。初代金原亭馬生の門下で馬童から天保末に「二代目鈴々舎馬風」を襲名。1849年頃に「東屋清三郎」と改名し、後に「馬風」に復名した。1858年5月の番付では、すでにコレラで亡くなったと番付中に見える。
- 三代目鈴々舎馬風 - 幕末から明治時代初期に活躍。三代目金原亭馬生門下、弟子に鈴々舎風鏡がいる。
- 四代目(九代目)鈴々舎馬風 - 本項にて詳述
- 五代目(十代目)鈴々舎馬風 - 本項にて詳述

## 4代目
四代目 鈴々舎 馬風（1904年8月30日 - 1963年12月15日）は、東京府（現：東京都）出身の落語家。本名∶色川 清太郎。出囃子は『さつまさ』。

### 経歴
実家は東京の仕出し屋。少年時代は柔道に明け暮れていたという。手のつけられない不良で、警察の世話に度々なったこともある。ある日留置所に放り込まれたが、その時に出された弁当が不味いと文句を言ったら「お前の店のだ」と逆に叱られ、家に帰って「俺が警察に捕まったらもっといい弁当を持って来い」と竹刀を振りまわして暴れたという。
1921年6月に六代目金原亭馬生に入門し「金原亭馬治」と名乗る。
その後、三代目古今亭今輔一門に移り「古今亭今之助」と名乗った。1924年3月の師匠・今輔死去に伴い、前の師匠である馬生一門に復帰して「全亭武生」と改名する。
1926年に師匠・志ん生が死去したため、四代目蝶花楼馬楽門下に移籍。1927年9月、真打に昇進して「四代目鈴々舎馬風」を襲名。
晩年の1960年9月、愛用したヒロポンが原因で、中風で倒れる。右半身不随となるも高座への執着心を見せ、リハビリの末1963年5月に高座復帰。カムバックの高座では万雷の拍手に迎えられ、「馬風さん! がんばれ!」との女性ファンの声援も飛んだ。その時の演目が『病院日誌』。入院中の体験をもとに医療体制の風刺をまぶした傑作であった。しかも「俺は思ったね。なんで馬風がこんな苦しい目に遭わなきゃいけねえんだい。なぜなんだいって…。しかし天は見放さなかったねえ。俺を! 志ん生がひっくり返ったと聞いたときのあの嬉しさ!」と発言して客席を爆笑させた。同じ頃演じた『よいよい談義』では「馬風も出るたンびによくなる。エエ、うれしいじゃねえか。お客様は災難だけどね。もうすぐよくなるから待ってろよ。本当に、じきに治ってやるからな」と完全復帰へのアピールをし、「踊り踊るなら〜東京音頭〜よいよい! ってんだ!」と自身の病状をギャグにする壮絶な芸人根性を見せた。
こうして呂律は怪しいながらも活動を進める馬風だったが、1963年12月15日、浅草北松山町の自宅で重い荷物を持ち上げようとしたところ、失敗して倒れ、59歳で逝去。死去日が力道山の没日と重なっていたため、スポーツ紙の一面はみな力道山の死で埋め尽くされていて、馬風の訃報は一段のベタ記事であった。

### 人物
弟弟子・柳家小さん (5代目)がその前名・小三治時代に日本芸術協会移籍の話が持ち上がった。落語協会はそれを阻止するため、小さんの香盤を上げた。そのとき香盤を抜かれた2名のうち一人が同門の先輩である馬風だった。怒った馬風は一時期廃業し、タニマチに資金を出してもらってとんかつ屋を開店。しかし上手くいかなかったため、数年後に落語界に復帰している。
厳つい風貌から取った異名が「鬼の馬風」。元祖毒舌芸人として知られていて、新聞記事から拾ってきた出来事をベースとした新作落語（いわゆる「時事落語」）で一世を風靡している。例えば、「山でアベックが遭難したんだよ。数日後二人は無事山小屋で救出されたのはいいけどね、その時の男の言ったことが腹が立つじゃあねえか。『僕たち二人は純潔でした』って言いやがる。…何言ってやんでえ。山小屋に若いアベックが二人きりで純潔なこたァあるかい。馬風なら子供数人作っちまうよ」というかなりきわどい内容や、「なんでえ東大が! 東大からって威張るんじゃねえ! どうせこんなとこへ落語聞きに来ないから、悪口なんざ言っても構うもんけェ」と、従来の権威を徹底的に皮肉ったりした。また、最新の風俗や流行歌も過激にこき下ろした。大阪の都家文雄、人生幸朗などが行った「ぼやき漫才」に似ている。ただし、現存するテープでは、ラジオ放送を意識してかなりソフトな内容である。
「エーッ、よく来たなァ」という前口上は多くの落語家に物真似され、とりわけ次代（5代目）は生き写しと評されるほどだという。その後に「どこから来るのか知らねえけど、よくあすんで（遊んで）られるなあ。よっぽど家にいられない事情があるんだろうなあ。お帰りよ!」と言ってから「嘘だよ! ひでえこと言っちゃったねえ、どうも」と頭を下げる様子に何とも言えぬ愛敬があった。また、「友よ、サラバ」というフレーズをよく使っていたが戦前は女学生が使って問題となるという逸話がある。
刑務所の慰問に行った際は、受刑者を前に、開口一番「満場の悪漢どもよ」「悪漢どもよ、よく来たなあ」と毒舌を吐き、「手前らいい所に住んでやがるなあ。三食ついているしテレビもある。俺なんか見てみろイ。テレビなんか家にあるもんか。いつも電気屋ン前に立って見てるンだ」と続けた。この時昼食に出されたカレーがあまりにも不味いので、同行した八代目桂文楽らが辟易していると、馬風は一口食べて「うまい!」と叫んで全部平らげた。「粋なもんだねえ。なかなかできませんよ」と文楽は感心した。
イメージは「伝法」の一語に尽きる。いつも、よれよれの紋付き袴姿で現れ、楽屋で覚醒剤を打ったり賭博をすることは日常茶飯事であった。ある時、前座の三遊亭全生に「我がドクロ団に参加せよ」と強要した。「どんな団なのですか」と聞かれた馬風は、不敵な笑いをうかべて「上にいる奴の足を引っ張って、下から上がってくる奴を蹴落とすのさ」と答えた。
扇子をよく忘れて若手から借りていたが使い方が悪いためによく壊し顰蹙を買っていた。我慢できなくなった十代目柳家小三治が「師匠、返してください」と詰め寄ったところ、「冗談云っちゃいけねェ。こらァ、俺ンのだ。見ろィ!」と扇子を見せた。小三治が扇子を見ると、そこにはゴム印で「馬風」と押されていたという。このような乱暴なエピソードには事欠かなかった。
反面、上記の通り良家の出で、さらに当時の芸人では珍しく旧制の中学校を卒業しており、かなりの知性があった。落語界入り後、馬風を可愛がった五代目三升家小勝から「落語家は現代のことを知らないといけない」と教えられ、その日の朝刊には必ず目を通し、気になったニュースを選んで高座にかける精進を続けていた。しかし、以上のことを客にまったく感じさせない洗練さも持ち合わせていた。
馬風は物真似が得意で、五代目三升家小勝や六代目春風亭柳橋、二代目桂小文治の真似をして客席を沸かせた。
ディズニーのアニメ映画『わんわん物語』（日本公開：1956年）の日本語吹き替え版声優のオーディションに出た際は、犬の物真似をして外国人を仰天させ、出演を果たした。
病気になって気が弱くなった時、愛人がいることを妻に告げると、以後、妻は冷たくなり看病してくれなくなった。そのため睡眠薬を飲んで自殺を図ったが、女房が看護婦上がりだったので、薬を吐かされる。その後、弟子には「コレ（小指）がいることを女房にしゃべっちゃだめだぞ」と言い残したという。
一見乱暴だがどことなくおかしさの漂うキャラで、ファンはもとより、先輩の五代目三升家小勝や八代目桂文楽、五代目古今亭志ん生、三代目三遊亭金馬らに可愛がられたが、本格的な古典を演じる六代目三遊亭圓生には徹底的に嫌われた。「何でげす。ありゃ落語じゃござんせん」と公言する圓生に、「何言ってやんでえ。『どうもこの、落語ってえのはこの』って言って目ヤニ取りやがって」と馬風は応じ、互いに悪口の応酬をしていた。圓生は「このエロ狸め、馬風見てえだ」（『お若伊之助』）とくすぐりに使うこともあった。この関係については、落語協会の騒動の種として懸念していた者も少なくなく、圓生が落語協会の会長に就任した時には、「馬風師匠が亡くなられてすぐに圓生師匠が落語協会会長に成られたのだから、馬風師匠にはかえってよかったかもしれない」と関係者は胸をなで下ろしたという。

### 芸歴
- 1921年6月 - 六代目金原亭馬生に入門、「馬治」を名乗る。
- 三代目古今亭今輔一門に移り「今之助」を名乗る。
- 1924年3月 -師匠・今輔死去に伴い馬生一門に復帰、「武生」と改名。
- 1926年 - 師匠・（馬生改メ）志ん生死去に伴い、四代目蝶花楼馬楽門下に移籍。
- 1927年9月 - 真打昇進、「四代目鈴々舎馬風」を襲名。

### 演目

#### 古典
- 権兵衛狸
- 夜店風景

#### 改作
- 蔵前トラック(蔵前駕籠)
- 拳闘幇間(幇間腹)
- 大蛇屋(鰻屋)

### 弟子
- 鈴々舎馬次 - 六代目三升家小勝門下へ移籍して桂右喜松に改名、のち自殺[3]。
- 鈴々舎駒蔵 - 八代目桂文楽門下へ移籍

## 5代目
五代目（十代目） 鈴々舎 馬風（1939年〈昭和14年〉12月19日 - ）は、千葉県野田市出身の落語家。落語協会最高顧問。出囃子は「本調子のっと」。定紋は「鈴」・「裏梅」。本名∶寺田 輝雄。

### 経歴
子供の頃から落語を聴き落語家に志すようになる。野田市立第一中学校卒業後、父に落語家になることを相談するも反対され、父の床屋を継ぐために国際文化理容学校に入学。しかし落語家への道を諦めきれず、知人の太神楽・鏡味小鉄の紹介で1956年12月19日の誕生日に五代目柳家小さんに入門。前座名は「柳家小光」で古今亭朝太と同時に楽屋入り。
1960年3月に二ツ目昇進、「柳家かゑる」に改名。かゑる時代は日本テレビ『笑点』の大喜利のレギュラーを1969年4月から11月にかけて務めた。当時の司会は兄弟子の談志、同じく大喜利メンバーとして弟弟子の柳家さん吉と共に出演していた。他にも、馬場雅夫の紹介で1967年から1976年までキックボクシングのリングアナウンサーや、歌手の公演の司会業も務めていた。
1973年3月に三升家勝彌、橘家圓平、三遊亭さん生、三代目吉原朝馬、柳家小のぶ、三升家勝二、桂小益、林家枝二、柳家さん吉と共に真打昇進。1976年に「十代目鈴々舎馬風」を襲名。
テレビ東京の『爆笑おもしろ寄席』の企画「ハリセン大喜利」でハリセン大魔王として活躍。悪い答えを出す大喜利メンバーをことごとくハリセンで殴りまくり、この番組の司会者であったみのもんたをも、トチると容赦なく叩きつけていた（なお、当初はデーモン小暮閣下風、後に雷神や節分の鬼風のコスプレで登場し、特に後者は漫画家のみうらじゅんに絶賛された）。さらに日本テレビの特別番組『とんねるずの仁義なき花の芸能界全部乗っ取らせていただきます』や『花王名人劇場 とんねるずの人生歌の通り生きてみました』では石橋貴明との遺恨が再燃し（もちろん演出）、銭湯で石橋の襲撃を受けた馬風は逃げる石橋を裸で追った（この他にも、ドッキリ企画で相模湖に落とされたことがある）。石橋の名を叫びながら追う姿は伝説となっている。このように昭和末期にはテレビのバラエティ番組でもその存在が一躍アピールされた。
十八番の演目は、「将来は落語協会の会長になることが目標」という野望を語る、ブラックネタの新作落語「会長への道」。このネタを作った当時は、立川談志、五代目三遊亭圓楽、古今亭志ん朝ら自分より明らかに格上の落語家が落語協会に所属していた。自他ともに「絶対に馬風が会長になれるはずがない」からこそ作り得たネタである。しかし、圓楽や談志が協会から脱退、志ん朝も逝去するなど、「ライバル」たちが次々に姿を消してしまう「幸運」に恵まれ、2006年に本当に落語協会会長に就任する。
しかし、高齢のうえ病も抱え、会長職を満足に務めることが難しくなった事情から、2010年6月に開かれた理事会を最後に会長職を退き、協会の最高顧問に就いた。その直前、『笑点』において自らが送り出す最後の真打4名の披露口上を番組司会・桂歌丸率いる落語芸術協会との合同形式で行った際、自らの弟子である山田隆夫（高座名：鈴々舎鈴丸）と因縁ある林家たい平から「6月で会長を退き、“組長”となる馬風“組長”よりご挨拶」と紹介された。これに「これからは、極道一筋に精進する。手始めに、小遊三をみっちり鍛え直す」と応じ、場内の笑いを誘った。
2020年ごろから白髪姿で高座に登場している。2021年、寄席二之席に出演中の1月16日に寒気を感じ病院を受診。その後、落語協会が1月20日に馬風と桃月庵白酒が新型コロナに感染と発表。帝京大学医学部附属病院に入院した馬風は一時は集中治療室に入っていたが一般病棟に移り、大事をとって長期の入院となったが3月15日に退院し、その後は高座にも復帰している。

### 芸歴
- 1956年12月 - 五代目柳家小さんに入門、前座名「小光」。
- 1960年3月 - 二ツ目昇進、「かゑる」に改名。
- 1973年 - 真打昇進。
- 1976年 - 「十代目鈴々舎馬風」を襲名。

### 役職
- 1979年 - 落語協会理事
- 2001年 - 落語協会副会長
- 2006年6月 - 落語協会会長就任
- 2010年6月 - 落語協会会長退任
- 2014年6月 - 落語協会最高顧問

### 受賞・栄典
- 2023年12月　令和5年度文化庁長官表彰[10][11]

### 人物
自称「小さんに一番愛された弟子」。「嫌われたのは談志、小三治」と続ける。
妻は浪曲出身の岡田美鈴（二葉百合子の門下で旧名は二葉百合江）。馬風が公演の司会を行った際に知り合った。従兄に俳優の波多伸二がいる。
異様に元気な、はきはきした喋りが特徴。セックス関係のブラックジョークを好む。豪放磊落な芸風、物真似上手なところなど、師弟関係は無いが「よく来たなァ」の先代馬風を彷彿とさせる。
（元）兄弟子である談志とは、馬風の真打昇進披露時や結婚式などをすべて仕切ってもらえたことなどに触れ「恩人だね。スポンサーを見つけると、みんな連れて行く。紹介してくれるんです。素晴らしいところもあるんです。お金に関してはケチだけど…。本当にいい面と悪い面が極端で…」と語っている。談志が落語立川流創設で師匠の小さんと決裂した際は、毒蝮三太夫（談志の盟友でもあった）と共に師弟関係の修復に動いていた（ただし、約束していた談志の師匠宅への謝罪訪問が行われず反故にされたため、激怒した小さんにより談志は破門となっている）。 
その後も談志との関係は良好であったが、1985年に落語立川流を離脱した立川談生（現：鈴々舎馬桜）の受け入れを巡って談志とトラブルになっており、談志は新宿末廣亭の楽屋にいた馬風の元へ直接電話をかけ「オレが破門にしたヤツを引き取るっていうことは、分かっているなこの野郎、商売できなくしてやるぞ」と罵った。馬風もこれに応じて「誰に口聞いてんだ。薄バカ野郎。銀座あたりウロチョロするなよ、何が飛んできてもボディーガードしねえからな」と返したという。これ以降、二人の関係に溝が出来てしまい、会えば世間話程度の話はしたものの、談志が死没するまで関係は修復できなかったという。馬風は馬桜に加え、同じく1992年に落語立川流を離脱した（初代）立川小談志（移籍時に四代目喜久亭寿楽と改名、2008年死去）も預かり弟子として引き受けている。

### 得意ネタ
落語協会会長に就任してからは「会長への道」は演じなくなったが、当然ではあるがこの他にも新作落語を中心にいくつものネタを持っており、現在でもトップクラスの「笑わせる」技術を持った落語家である。
「艶歌の花道」
得意ギャグの美空ひばりメドレーは有名。「東京キッド」「哀愁波止場」「悲しい酒」「リンゴ追分」「港町十三番地」「川の流れのように」「車屋さん」「人生一路」「愛燦燦」「みだれ髪」「お祭りマンボ」」「柔」「真赤な太陽」など、ひばりのヒット曲を20曲以上メドレーで延々と熱唱する。
「会長への道」
噺家達を題材にしたブラックジョークを交え、落語協会会長という頂点を目指す自身の立身出世伝。現実に会長となって以降演じることはなくなった。しかし、現在もマクラで5代目小さん、談志、小三治などを相手にしたブラックジョークを連発するのはお決まりとなっている。また、今度は後輩の落語家たちが「会長への道」を利用し、「馬風もあと2、3年がヤマ」などとマクラやジョークに用いている。
「峠の唄」
「会長への道」をさらにブラックにした歌謡ネタ。持ち歌「峠の唄」で落語協会幹部連中を滑稽に「今が峠」と歌い上げ、「いよいよ馬風の時代です〜」と締めくくる。歌のバックで前座が踊ることも多かった。
「楽屋外伝」
自身の体験した落語業界の裏話に時事ネタなどを織り交ぜた、いわば「会長への道」アレンジ版といった内容の漫談。場合によっては美空ひばりメドレーも披露する。近年は高座で古典はあまりやらず、かけるのはほとんどこのネタ。

#### 古典落語
酒の入る噺などを得意とする。藤浦敦の後押しで「名月若松城」の大ネタも演じた。
- 親子酒
- 禁酒番屋

口上
落語協会の真打・襲名の披露口上で並ぶ時には協会重鎮としての役割を果たすが、その一方で主役とは関係ない当日の読売巨人軍の試合状況を延々語ったり、平成後期以降は「隅から隅までずずずい～」と馬風が手を広げると、押された勢いで下手にいる出演者がドミノ倒しのように次々に倒れる（ように一同が見せる）『馬風ドミノ』と呼ばれる持ち芸がある。

### 一門弟子
現役は太字。
真打
- 六代目柳家小さん - 五代目柳家小さん門下から移籍
- 鈴々舎馬桜 - 七代目立川談志門下から移籍
- 四代目喜久亭寿楽  - 七代目立川談志門下から移籍
- 六代目全亭武笙 - 惣領弟子
- 鈴々舎鈴之助
- 柳家獅堂
- 五代目柳家小せん - 鈴々舎馬桜門下から移籍
- 四代目柳家三語楼
- 鈴々舎馬るこ
- 柳家風柳

二ツ目
- 鈴々舎美馬 - 鈴々舎馬るこからの預かり

#### 系図
| 十代目鈴々舎馬風 | 十代目鈴々舎馬風 | 十代目鈴々舎馬風 | 十代目鈴々舎馬風 | 十代目鈴々舎馬風 | 十代目鈴々舎馬風 |  |  | 六代目柳家小さん  | 六代目柳家小さん | 六代目柳家小さん | 六代目柳家小さん | 六代目柳家小さん | 六代目柳家小さん |  |  | 二代目柳家平和 | 二代目柳家平和 | 二代目柳家平和 | 二代目柳家平和 | 二代目柳家平和 | 二代目柳家平和 |
| 十代目鈴々舎馬風 | 十代目鈴々舎馬風 | 十代目鈴々舎馬風 | 十代目鈴々舎馬風 | 十代目鈴々舎馬風 | 十代目鈴々舎馬風 |  |  | 六代目柳家小さん  | 六代目柳家小さん | 六代目柳家小さん | 六代目柳家小さん | 六代目柳家小さん | 六代目柳家小さん |  |  | 二代目柳家平和 | 二代目柳家平和 | 二代目柳家平和 | 二代目柳家平和 | 二代目柳家平和 | 二代目柳家平和 |
|                  |                  |                  |                  |                  |                  |  |  | 鈴々舎馬桜        |                  |                  |                  |                  |                  |  |  |                |                |                |                |                |                |
|                  |                  |                  |                  |                  |                  |  |  |                   |                  |                  |                  |                  |                  |  |  |                |                |                |                |                |                |
|                  |                  |                  |                  |                  |                  |  |  | 四代目喜久亭寿楽† |                  |                  |                  |                  |                  |  |  |                |                |                |                |                |                |
|                  |                  |                  |                  |                  |                  |  |  |                   |                  |                  |                  |                  |                  |  |  |                |                |                |                |                |                |
|                  |                  |                  |                  |                  |                  |  |  | 六代目全亭武笙    |                  |                  |                  |                  |                  |  |  |                |                |                |                |                |                |
|                  |                  |                  |                  |                  |                  |  |  |                   |                  |                  |                  |                  |                  |  |  |                |                |                |                |                |                |
|                  |                  |                  |                  |                  |                  |  |  | 鈴々舎鈴之助      |                  |                  |                  |                  |                  |  |  |                |                |                |                |                |                |
|                  |                  |                  |                  |                  |                  |  |  |                   |                  |                  |                  |                  |                  |  |  |                |                |                |                |                |                |
|                  |                  |                  |                  |                  |                  |  |  | 柳家獅堂          |                  |                  |                  |                  |                  |  |  |                |                |                |                |                |                |
|                  |                  |                  |                  |                  |                  |  |  |                   |                  |                  |                  |                  |                  |  |  |                |                |                |                |                |                |
|                  |                  |                  |                  |                  |                  |  |  | 五代目柳家小せん  | 五代目柳家小せん | 五代目柳家小せん | 五代目柳家小せん | 五代目柳家小せん | 五代目柳家小せん |  |  | 柳家あお馬     | 柳家あお馬     | 柳家あお馬     | 柳家あお馬     | 柳家あお馬     | 柳家あお馬     |
|                  |                  |                  |                  |                  |                  |  |  | 五代目柳家小せん  | 五代目柳家小せん | 五代目柳家小せん | 五代目柳家小せん | 五代目柳家小せん | 五代目柳家小せん |  |  | 柳家あお馬     | 柳家あお馬     | 柳家あお馬     | 柳家あお馬     | 柳家あお馬     | 柳家あお馬     |
|                  |                  |                  |                  |                  |                  |  |  |                   |                  |                  |                  |                  |                  |  |  | 柳家ひろ馬     |                |                |                |                |                |
|                  |                  |                  |                  |                  |                  |  |  |                   |                  |                  |                  |                  |                  |  |  |                |                |                |                |                |                |
|                  |                  |                  |                  |                  |                  |  |  |                   |                  |                  |                  |                  |                  |  |  | 柳家小じか     |                |                |                |                |                |
|                  |                  |                  |                  |                  |                  |  |  |                   |                  |                  |                  |                  |                  |  |  |                |                |                |                |                |                |
|                  |                  |                  |                  |                  |                  |  |  | 四代目柳家三語楼  |                  |                  |                  |                  |                  |  |  |                |                |                |                |                |                |
|                  |                  |                  |                  |                  |                  |  |  |                   |                  |                  |                  |                  |                  |  |  |                |                |                |                |                |                |
|                  |                  |                  |                  |                  |                  |  |  | 鈴々舎馬るこ      |                  |                  |                  |                  |                  |  |  |                |                |                |                |                |                |
|                  |                  |                  |                  |                  |                  |  |  |                   |                  |                  |                  |                  |                  |  |  |                |                |                |                |                |                |
|                  |                  |                  |                  |                  |                  |  |  | 柳家風柳          |                  |                  |                  |                  |                  |  |  |                |                |                |                |                |                |
|                  |                  |                  |                  |                  |                  |  |  |                   |                  |                  |                  |                  |                  |  |  |                |                |                |                |                |                |
|                  |                  |                  |                  |                  |                  |  |  | 鈴々舎美馬        |                  |                  |                  |                  |                  |  |  |                |                |                |                |                |                |
|                  |                  |                  |                  |                  |                  |  |  |                   |                  |                  |                  |                  |                  |  |  |                |                |                |                |                |                |

#### 廃業
- 鈴々舎平馬[15]
- 鈴々舎馬賀正[注釈 3] - 現：ガッポリ建設・室田稔
- 鈴々舎馬る太

### ファミリー
色物芸人は、かつては寄席に出演する際は落語家の協会に所属する真打の落語家の内輪になる必要があった。このため以下の芸人は一門に連なってはいるが、落語家と異なり正式な師弟関係ではない。馬風が落語協会所属であるため、同じく同協会の所属となっていることが多い（現在も同協会の所属者は太字で表記する）。
- 東京二（漫談） - 元は東京太、次いで妻の笑子と漫才コンビを組み、その後、弟子の結城たかしと2004年から2008年までコンビ結成、一旦ピン芸人となったが、2022年末より結城と14年ぶりにコンビ再結成。「J・J京二・たかし」として活動したが、2024年3月に解散し、事実上活動休止中。

- 昭和のいる（漫才） - 病気療養中。
- 大空遊平（漫談） - 後述の元妻の大空かほり、コンビ解消後は結城たかしと音曲漫才「ふるさとコンビ」で2022年12月まで活動。2023年より漫談に転向。
- すず風にゃん子・金魚（漫才）
- 綾小路きみまろ（漫談）
- ロケット団（漫才）
- ホンキートンク（漫才）
- 天草ヤスミ（漫談） - 元ホンキートンク・利。
- 結城たかし（漫談） - 前述の師匠の東京二とのコンビの後一旦ピン芸人となり、さらにその後に大空遊平と音曲漫才「ふるさとコンビ」で2022年12月まで活動。その後再び東京二とのコンビを復活させ「J・J京二・たかし」として活動したが、2024年3月に解散し、再びピン芸人に戻る。
- 如月琉（奇術） - 2023年より落語協会に入会。
- 鯉川のぼる（声帯模写） - 落語協会にも所属していたが退会した。
- 山田隆夫（タレント）-『笑点』出演に際して門下となり『鈴々舎鈴丸』の高座名を貰う。本職の落語家ではないためファミリー扱いである。
- 花柳孝寿加 - 6代目柳家小さん夫人。日本舞踊家。
- 中嶋孝大朗
- 柳月三郎（三味線漫談） - 元は五代目柳家小さんの身内（門下）。落語協会にも所属していたが退会した。
- 東平汰

妻の岡田美鈴は「ファミリー」の一員ではないが、馬風の落語会などにはたびたび出演する。

#### 物故者
- 昭和こいる （漫才→漫談） - 前述の相方であった、のいるの病気療養中はこいるのみピンの漫談家として出演していた。2021年12月死去。
- あしたひろし （漫才） - 元は五代目柳家小さんの身内（門下）。後述のあした順子（弟子）と漫才コンビを組んでいた。2015年11月死去。
- 明石寿々栄（江戸端唄・俗曲） - 元は五代目柳家小さんの身内（門下）。2013年8月死去。
- はたのぼる（尺八漫談） - かつては灘康次とモダンカンカンのメンバー。元東京演芸協会会長。2022年11月死去。

#### 引退
- あした順子（漫才）  - 元は5代目柳家小さんの身内（門下）。前述のあしたひろし（師匠）と漫才コンビを組んでいた。
- 大空かほり（漫才） - 前述の大空遊平と夫婦漫才コンビを組んでいた。

### メディア

#### 著書
- 『トルコへ10倍楽しく通う方法』（英知出版、1983年5月）
- 『会長への道』（小学館、1996年12月、装画：山藤章二）

#### CD
- 『峠の唄』（テイチクエンタテインメント、シングル、1990年12月16日発売）

#### 出演

##### 映画
- 江戸艶笑夜話 蛸と赤貝（1974年、日活） ※柳家かゑる時代
- 夜這い海女（1977年、日活） - 熊坂 役
- 出張トルコ また行きます（1978年、日活） - 馬場風斉 役
- 快楽昇天風呂（1979年、日活） - 文太 役
- 若後家海女 うずく（1980年、にっかつ） - 刑事A 役
- セックスドック 淫らな治療（1980年、にっかつ） - 沼津秘館館長 役
- くいこみ海女 乱れ貝（1982年、にっかつ） - 松岡克良 役
- 落陽（1990年、にっかつ・東映） - 金時山 役

##### テレビドラマ
- 旗本退屈男 第7話（1973年、NET） ※柳家かゑる時代
- ブラザー劇場 刑事くん 第2部第46話「泣いて笑って･･･」（1974年3月4日、TBS） ※柳家かゑる時代
- ゴールデン劇場 虹子の冒険（1980年12月 - 1981年3月、テレビ朝日）
- 普通の結婚式（1990年、TBS）
- 火曜サスペンス劇場 取調室2（1995年、日本テレビ） - 松浦 役
- ドン★キホーテ（2011年7月 - 9月、日本テレビ） - 鰯原修三 役

##### テレビ
- 笑点
- アナザーストーリーズ 運命の分岐点「落語を救った男たち　天才現る！古今亭志ん朝の衝撃」（NHKBSプレミアム・2017年6月13日、NHK総合・2021年9月4日)